# Base Aérea de Changi

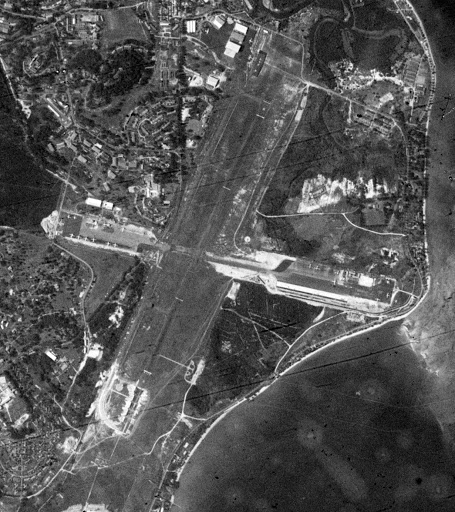
Imagem de satélite da base em 1963.

A Base aérea de Changi (ICAO: WSSS) ou Base aérea de Changi (oeste) (Complexo Ocidental de Changi), anteriormente conhecida como RAF Changi, é uma base aérea da Força Aérea da República de Singapura localizada em Changi, na parte leste de Singapura. A sua construção foi iniciada em 1975. Localizada na parte leste e na parte oeste do Aeroporto Internacional de Singapura, partilha a sua pista com o aeroporto civil situado no mesmo local. Juntamente, ambas as partes formam um complexo que são a casa dos esquadrões N.º 121, 112 e 145, assim como do Esquadrão de Defesa, do Esquadrão de Logística Aérea e do Esquadrão de Manutenção do Aeródromo. O brasão da unidade ostenta o lema "Juntos em Excelência".